# Aleš Besta
Aleš Besta (ur. 10 kwietnia 1983 w Ostrawie) – czeski piłkarz, grający na pozycji napastnika.

## Kariera klubowa
Besta rozpoczął karierę w Baniku Ostrava. Później przeniósł się na Słowację, gdzie grał w MSK Żylina i Matadorze Puchov. Następnie powrócił do Czech, podpisując kontrakt z 1.FC Brno. Po trzech latach gry w tym klubie przeszedł do Slavii Praga, skąd po sezonie został wypożyczony na rok (z opcją pierwokupu) do Górnika Zabrze. Po upływie tego czasu, na początku sezonu 2010/2011, powrócił do Pragi.